# Sumptuastic
Sumptuastic es una banda musical polaca de rock pop formada en el año 2000 en Bolesławiec, Baja Silesia.

## Discografía
| Año  | Álbum                             | Observaciones | Singles |
| ---- | --------------------------------- | ------------- | --- |
| 2003 | ...bo to wszystko jest dla ciebie | –             | 1. Dla ciebie – enero de 2002 2. Warto żyć – abril de 2002 3. Kołysanka – diciembre de 2002 4. Bez pożegnania – mayo de 2003 5. Mistyfikacja uczuć – noviembre de 2003 6. Niebo bez Ciebie – febrero de 2004 |
| 2005 | Cisza                             | –             | 1. Cisza – octubre de 2004 2. Teraz już wiesz – marzo de 2005 3. Bo mam Ciebie – junio de 2005 |
| 2006 | Bez ciemności nie ma snów         | Disco de Oro  | 1. Za jeden uśmiech twój – julio de 2006 2. Bez ciemności nie ma snów – noviembre de 2006 3. Opuszczony – junio de 2007                                                                                      |
| 2009 | Iluzjoniści                       | –             | 1. Nieodwołalnie kocham cię – julio de 2008 2. Mali Wielcy – agosto de 2009 3. Kiedy mrok pochwyci mnie – enero de 2010 4. Dla Niej – junio de 2010                                                          |
| 2010 | The Best of                       | Recopilatorio | 1. Skrzydła – noviembre de 2010 2. Dopóki jesteś – abril de 2011 3. Wystarczysz tylko Ty – agosto de 2012 |